# Oxford (Connecticut)
|  | Dieser Artikel wurde aufgrund von inhaltlichen Mängeln auf der Qualitätssicherungsseite des Projektes USA eingetragen. Hilf mit, die Qualität dieses Artikels auf ein akzeptables Niveau zu bringen, und beteilige dich an der Diskussion! Eine nähere Beschreibung der zu behebenden Mängel fehlt. |

Oxford ist eine Stadt im New Haven County im US-Bundesstaat Connecticut, Vereinigte Staaten. Das U.S. Census Bureau ermittelte bei der Volkszählung 2020 eine Einwohnerzahl von 12.706.
Die geographischen Koordinaten sind: 41,44° Nord, 73,12° West. Das Stadtgebiet hat eine Größe von 86,5 km².

## Schulen
- Quaker Farms School
- Oxford Center School
- Great Oak Middle School

## Sehenswürdigkeiten
- Oxford House and Washband Tavern
- Christ Church